# Wernstein am Inn
Wernstein am Inn est une commune autrichienne du district de Schärding en Haute-Autriche.